# Ta fast Carter!
Ta fast Carter! (originaltitel: Get Carter) är en brittisk film från 1971 i regi av Mike Hodges.
1999 placerade British Film Institute filmen på 16:e plats på sin lista över de 100 bästa brittiska filmerna genom tiderna.

## Handling
Yrkesmördaren Jack Carter (Michael Caine) återvänder till sin hemstad för att gå på sin brors begravning. Det visar sig att allt inte är som det ska vara med broderns dödsfall och snart går Carter bärsärkagång genom staden i jakt på hämnden.

## Nyinspelning
Filmen spelades in i en ny version år 2000 med Sylvester Stallone i rollen som Carter.

## Rollista (i urval)
- Michael Caine - Jack Carter
- Ian Hendry - Eric
- Britt Ekland - Anna
- John Osborne - Kinnear
- Tony Beckley - Peter
- George Sewell - Con
- Geraldine Moffat - Glenda
- Dorothy White - Margaret
- Rosemarie Dunham - Edna
- Petra Markham - Doreen
- Bryan Mosley - Brumby
- Glynn Edwards - Albert
- Bernard Hepton - Thorpe
- Terence Rigby - Gerald Fletcher